# Zirci Arborétum Természetvédelmi Terület
A Zirci Arborétum hazánk legmagasabban fekvő élőfa-gyűjteménye, 400 m-rel a tenger szintje felett.  Az arborétum Zirc belvárosában, közvetlenül a zirci apátsági ingatlanokhoz csatlakozva jelzi, hogy valamikor az apátság területéhez tartozott. Első fáit a ciszterci szerzetesek ültették 1780-ban, amikor angolkertet alakítottak ki az apátság és az attól nem messze, a középkorban létesített halastó körül. Ezek közül a fák közül több máig áll.
Az arborétum területe 1951 óta Zirci Arborétum Természetvédelmi Terület néven országos jelentőségű természetvédelmi oltalom alatt áll. Vagyonkezelője - és a természetvédelmi kezeléséért felelős - a Balaton-felvidéki Nemzeti Park Igazgatóság (BfNPI). Az arborétum központja Zircen van (Damjanich u. 9.).

A bejárat közeli liget

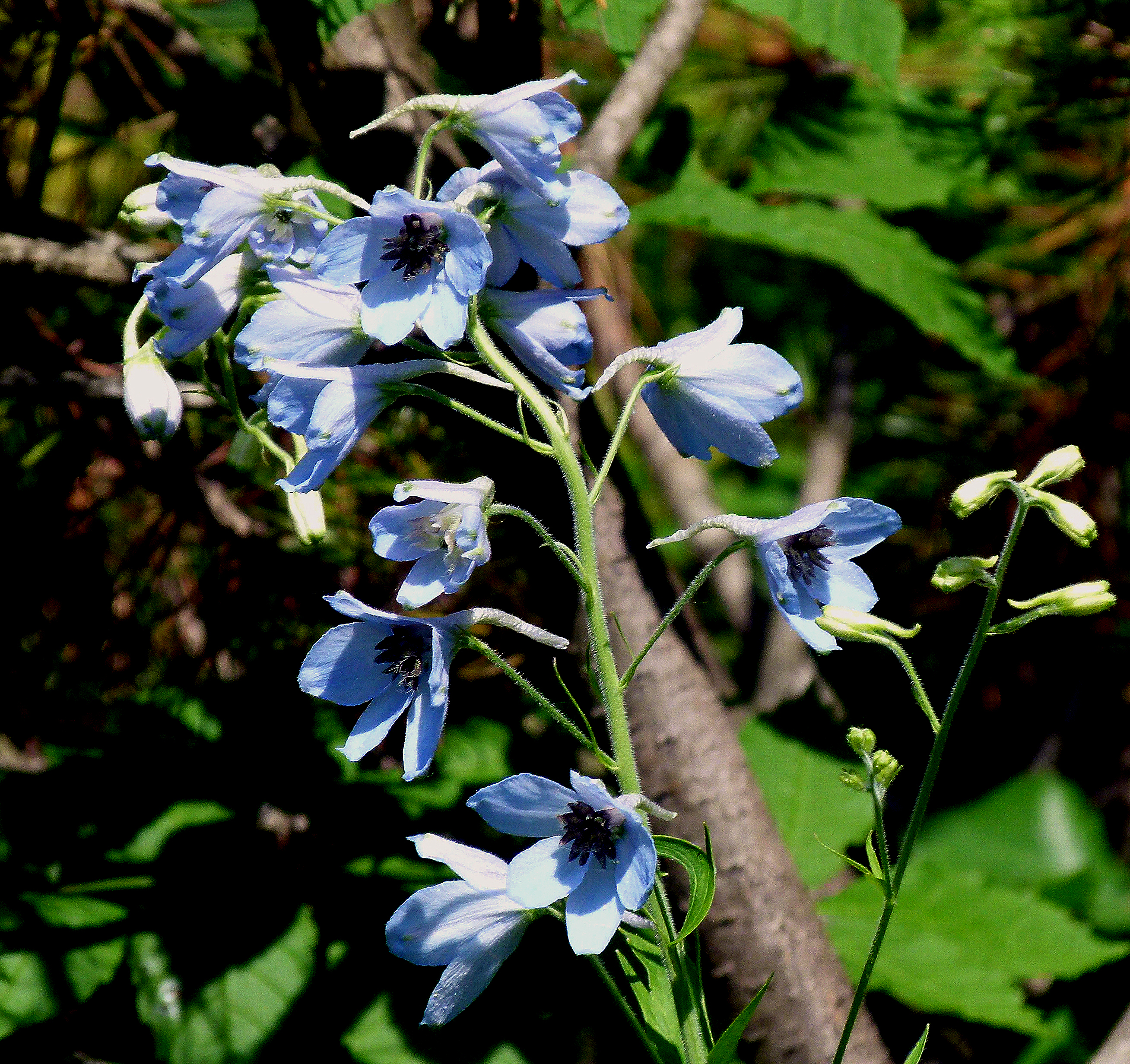
Az arborétum virágai_1

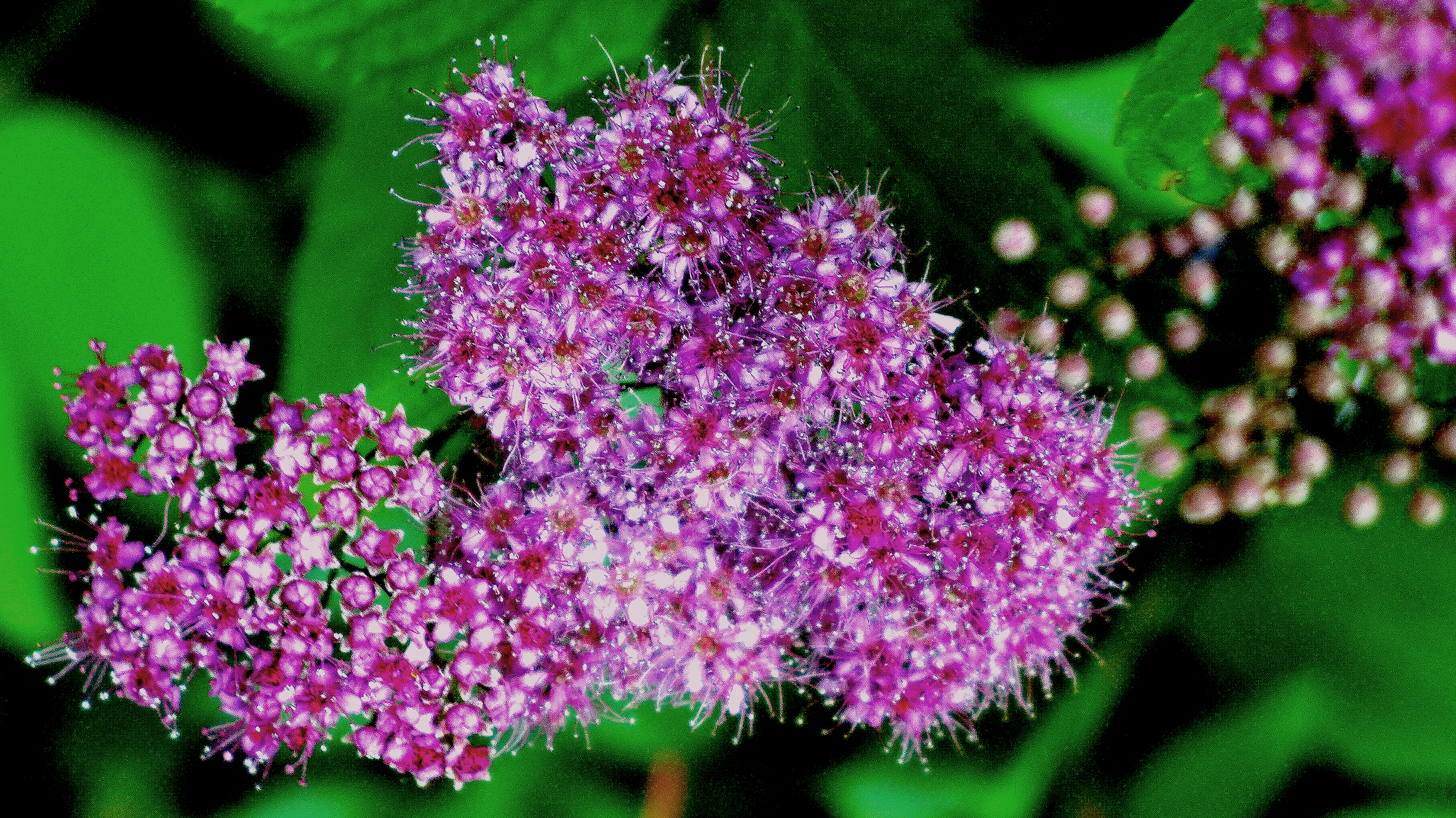
Zirci Virágvarázs

## Története
2008–2012 között Az Új Magyarország Fejlesztési Terv részeként meghirdetett Környezet és Energia Operatív Program (KEOP) „Gyűjteményes növénykertek és védett történeti kertek megőrzése és helyreállítása” című pályázatán elnyert támogatásból (az Európai Unió támogatásával, az Európai Regionális Fejlesztési Alap társfinanszírozásával) a BfNPI rekonstruálja a botanikus kertet.
2012 első félévében a Zirci Ciszterci Apátság kérte az Emberi Erőforrások Minisztériumának Egyházi, Nemzetiségi és Civil Társadalmi Kapcsolatokért Felelős Államtitkárságát, hogy a park kezelését, illetve tulajdonjogát adják át, illetve vissza az apátságnak. Ennek fejében vállalták volna az arborétum szakszerű, a KEOP pályázatban előírt kezelését, a kérelmet véleményező Vidékfejlesztési Minisztérium azonban megállapította, hogy ezt az aktuális jogszabályok nem teszik lehetővé, mert az egyház nem tud cserében hasonló méretű és hasonlóképp védendő területet felkínálni.

## Természeti értékei
Az arborétumban közel hatszáz fa- és cserjefajt gyűjtöttek össze. A fajok fele a Bakonyban általánosan elterjedt, további 40%-uk a Cuha völgyéből ismert. A betelepített hetven tűlevelű faj között találjuk Magyarország legidősebb simafenyőit. Tavasszal a patak két oldalán ex situ védett lágy szárú fajok virágai nyílnak. Védett a növénykert kétéltű- és denevérfaunája is.
A bejáratnál a középkorban kialakított, egykori halastavat az arborétumot átszelő Cuha-patak vize táplálja. A park állandó lakói a mókusok; a fák között időnként őzek is feltűnnek.

## Az arborétum kezelői-, vagy tulajdonosváltásának híre
Korábban,  2012. augusztusában helyi lakosok és szakértők tudakolták meg az LMP képviselőit, akik tudni vélték, hogy állítólag egyházi forrásból kérvényezték a park egyháznak való átadását. Az ily módon politikaivá váló ügy okán Jávor Benedek június végén konkrét kérdésekkel fordult a vidékfejlesztési miniszterhez, a felmerült lakossági hírforrás valóssága tisztázása miatt, vagyis arról, hogy valóban át kívánja-e adni a kormány az arborétumot egykori tulajdonosának. A politikus szerint a természetvédelmi területek kezelése alapvetően állami feladat, amire a nemzeti park igazgatóságok hivatottak. A miniszter kissé körülményesen fogalmazott válaszából az derült ki, hogy igény az lenne az átadásra, kérvényezték az átadás lehetőségét a minisztériumnál, de a minisztérium kimondja, hogy jelenleg kizárólag jogellenesen lenne átadható az arborétum. A parkban egyébként nemrég ért véget egy jelentős közpénzigényű (90 millió forintos), KEOP-forrásból támogatott élőhely- és infrastruktúra-rekonstrukció. Arra a kérdésére, hogy ki kezdeményezte az arborétum átadását, a válasz nem tért ki.
Újságírók ezért megkeresték a Zirci Ciszterci Apátság apátját, akitől megtudták, szerinte az apátság belső ügyei nem kell, hogy érdekeljék a sajtó olvasóit, ezért arról a kérdésről nem nyilatkozott, hogy kérték-e az arborétum egyházi kézbe adását. Az apát annyit volt hajlandó elárulni, hogy ő örülne, ha az állam visszaadná az egyházi birtokokat, mert akkor nem kéne folyton az államnál kopogtatniuk, hanem megpróbálnák maguk fenntartani a létesítményeiket.
 Fák és facsoportok

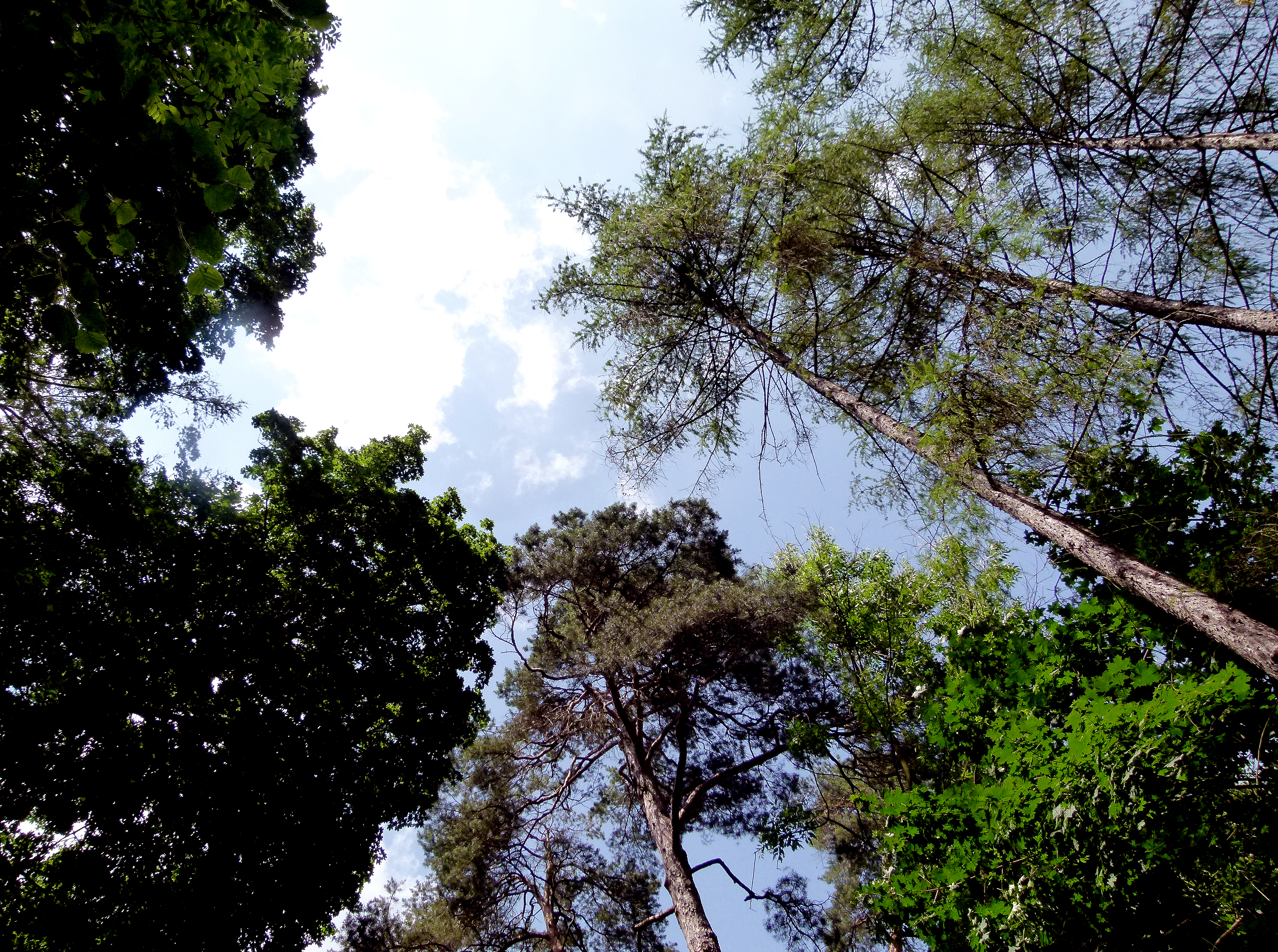
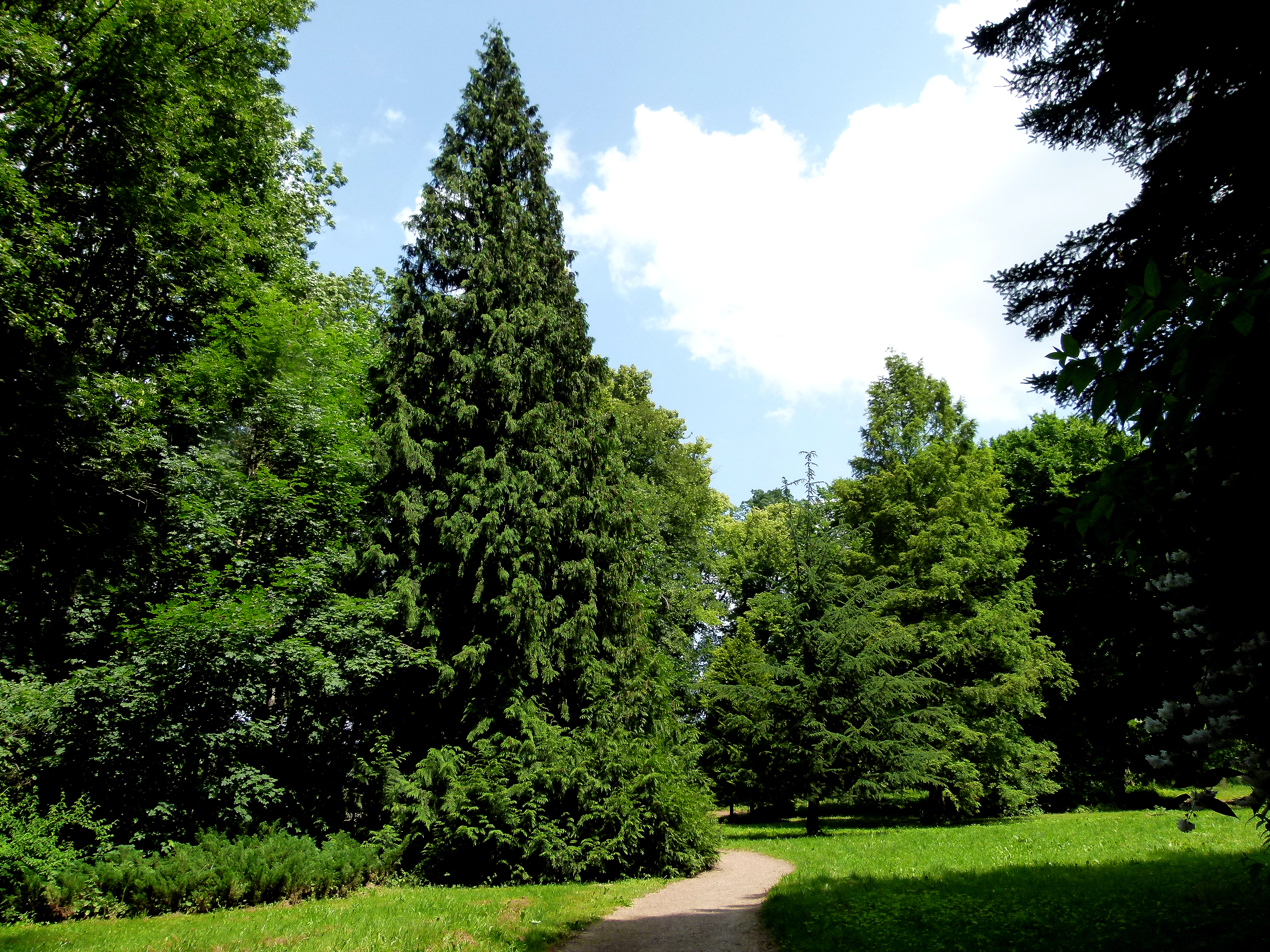
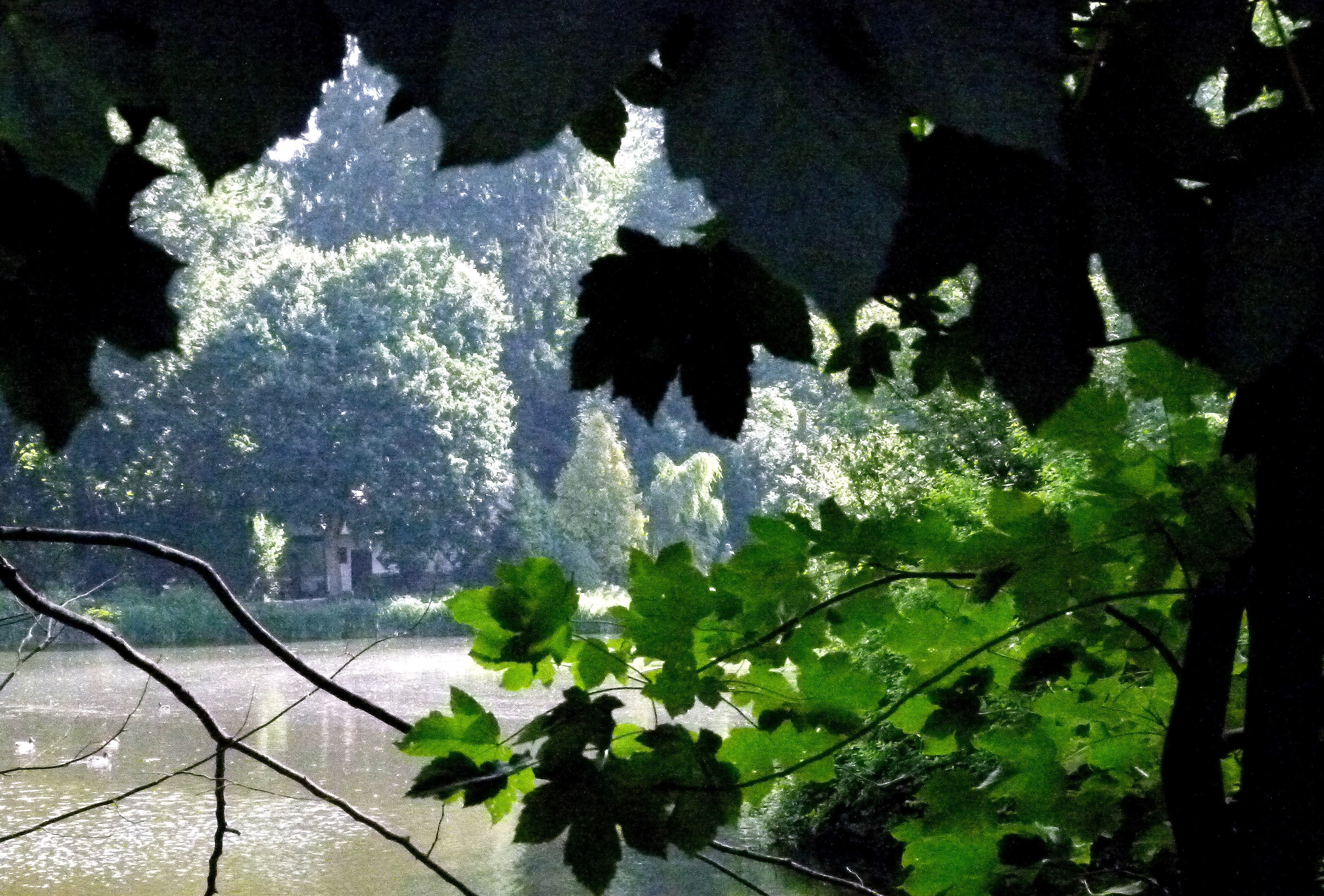
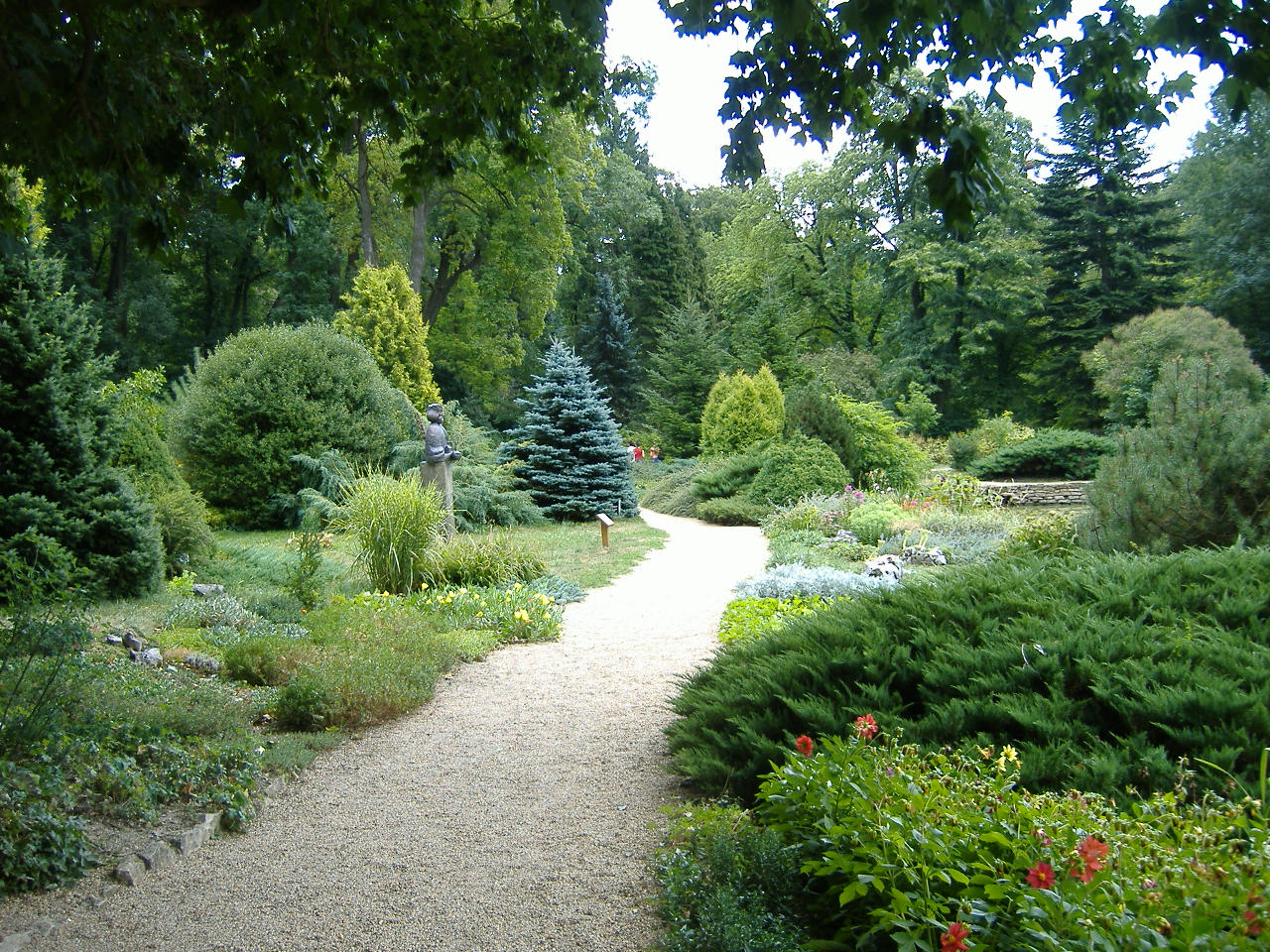
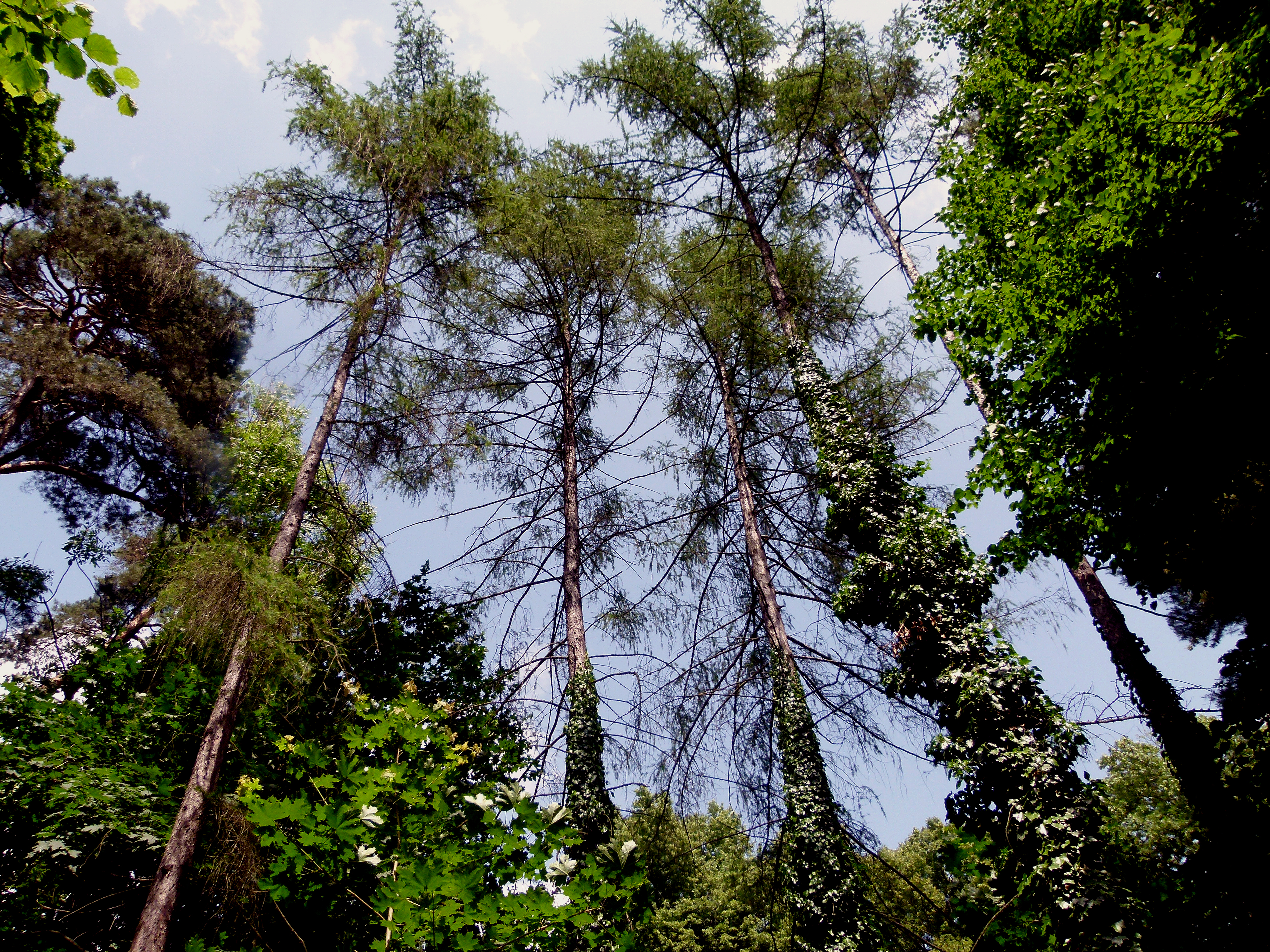

Az apátságban jelenleg egy 590 milliós beruházás folyik, felújítják a templom homlokzatát, az előkertjét, turisztikai látogatóközpontot alakítanak ki, ha elkészül, oktatói kabinettel és egy új kiállítótérrel fog rendelkezni. A tizenhat szerzetest befogadó zirci rend egy hetven fős nyugdíjas otthont is üzemeltet. A sajtó később az Emberi Erőforrások Minisztériumától kapta meg a választ, hogy a Zirci Arborétum átadását valóban a Zirci Ciszterci Apátság kezdeményezte . Az apátság felajánlotta, hogy az átadás esetén legalább 20 éves vagyonkezelői szerződést kötne a mostani vagyonkezelővel, a Balaton-felvidéki Nemzeti Park Igazgatósággal, annak érdekében, hogy az európai uniós projektből megvalósított beruházással kapcsolatban semmilyen probléma ne merüljön fel, így a projektzárás is a pályázati kiírásoknak megfelelően valósulhasson meg.
A Vidékfejlesztési Minisztérium ezután az Index kérdésére azt válaszolta, hogy az ilyen kiemelt természetvédelmi oltalomban részesülő ingatlanok elidegenítése speciális, a természet védelméről szóló 1996. évi LIII. törvény 68. § (8) bekezdés a) pontjában foglalt előírás alapján, kizárólag a vidékfejlesztési miniszter egyetértésével, legalább azonos természetvédelmi értékű védett természeti területtel történő csere útján lehetséges. A természetvédelmi szempontból megfelelő csereterületet a kérelmező Zirci Ciszterci Apátságnak kellene biztosítania. Állami tulajdonú védett természeti terület tulajdonjogának egyéb jogcímen történő egyházi tulajdonba kerülését a jogszabályok nem teszik lehetővé.
Más részről a Balaton-felvidéki NPI 2007-ben egy KEOP pályázat keretében támogatást nyert a Zirci arborétum fejlesztésére és helyreállítására, a beruházás 2012 decemberi várható befejezését követő ötödik év végéig a pályázatban vállalt feltételekkel való hasznosítási kötelezettség terheli, továbbá a fenntartási szakaszt követő 20 éves ellenőrzési szakasz idején is folyamatosan biztosítani szükséges az Zirci Arborétum szakszerű fenntartását. Ellenkező esetben a pályázó köteles a korábban részére folyósított EU-s támogatás visszafizetésére. A felelős minisztérium tehát még nem döntött hivatalosan az apátság kérvényéről, de a válaszukból az derül ki, hogy inkább nemzeti park igazgatósági kezelésben tartanák az arborétumot.

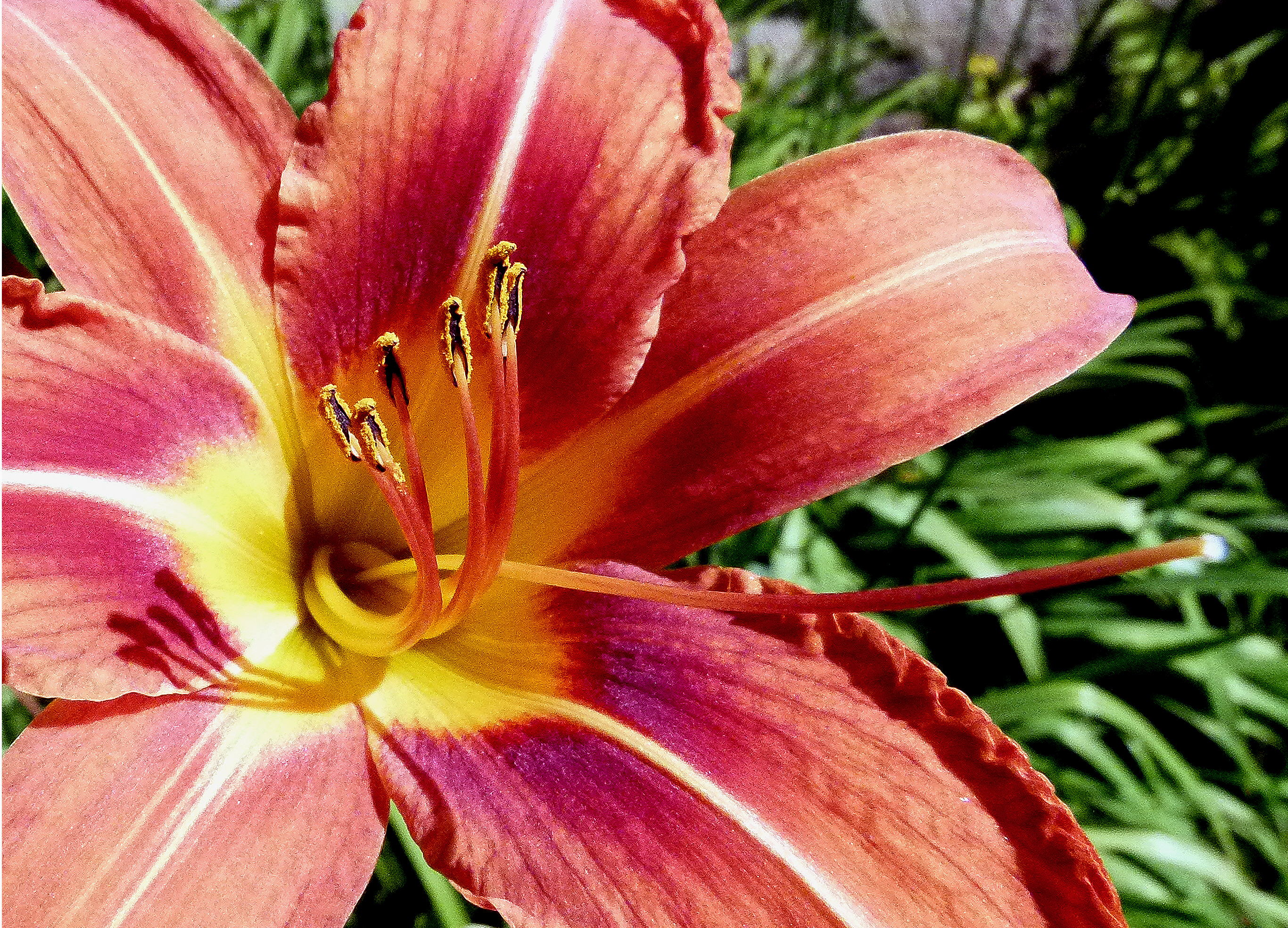
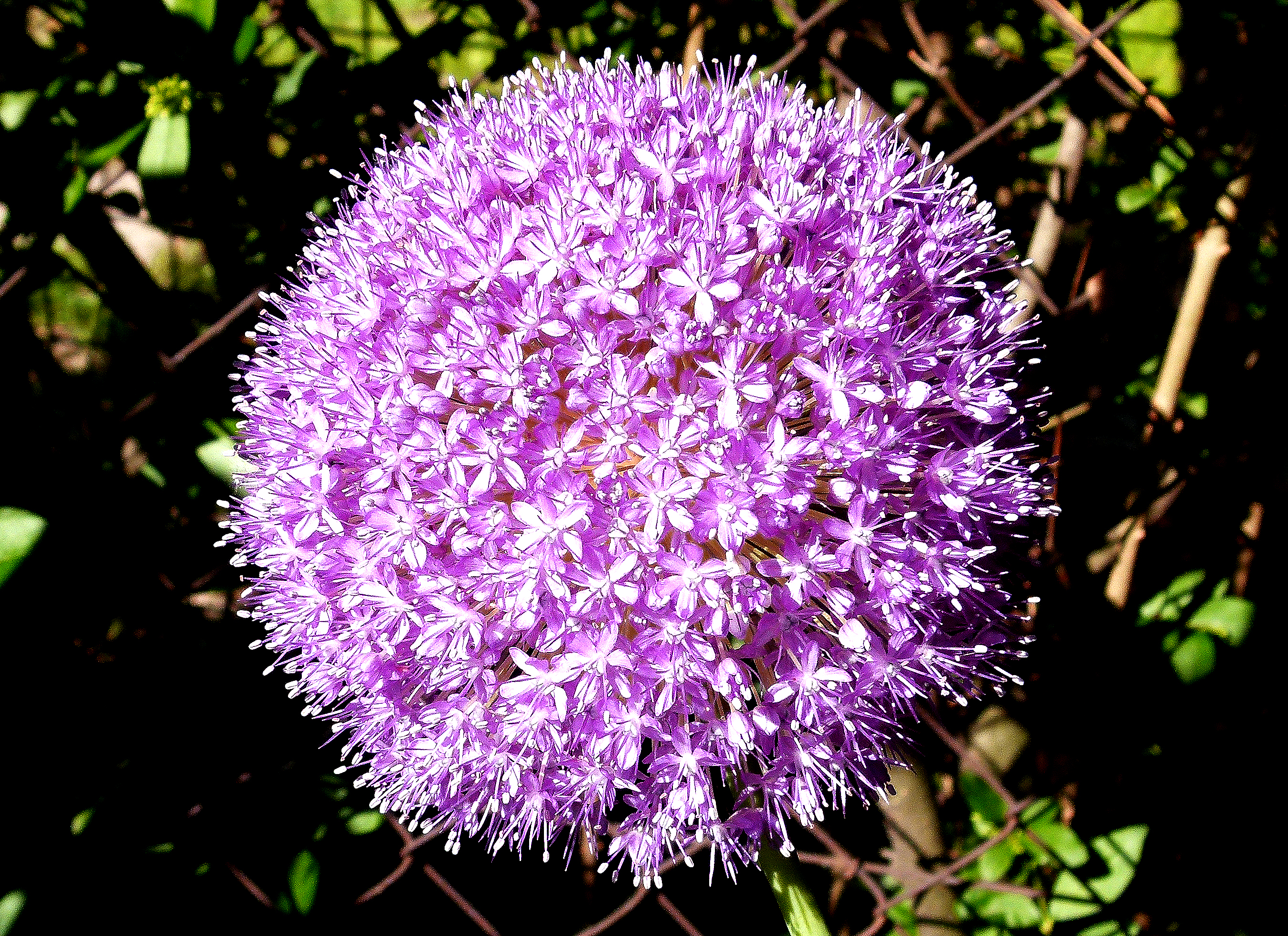
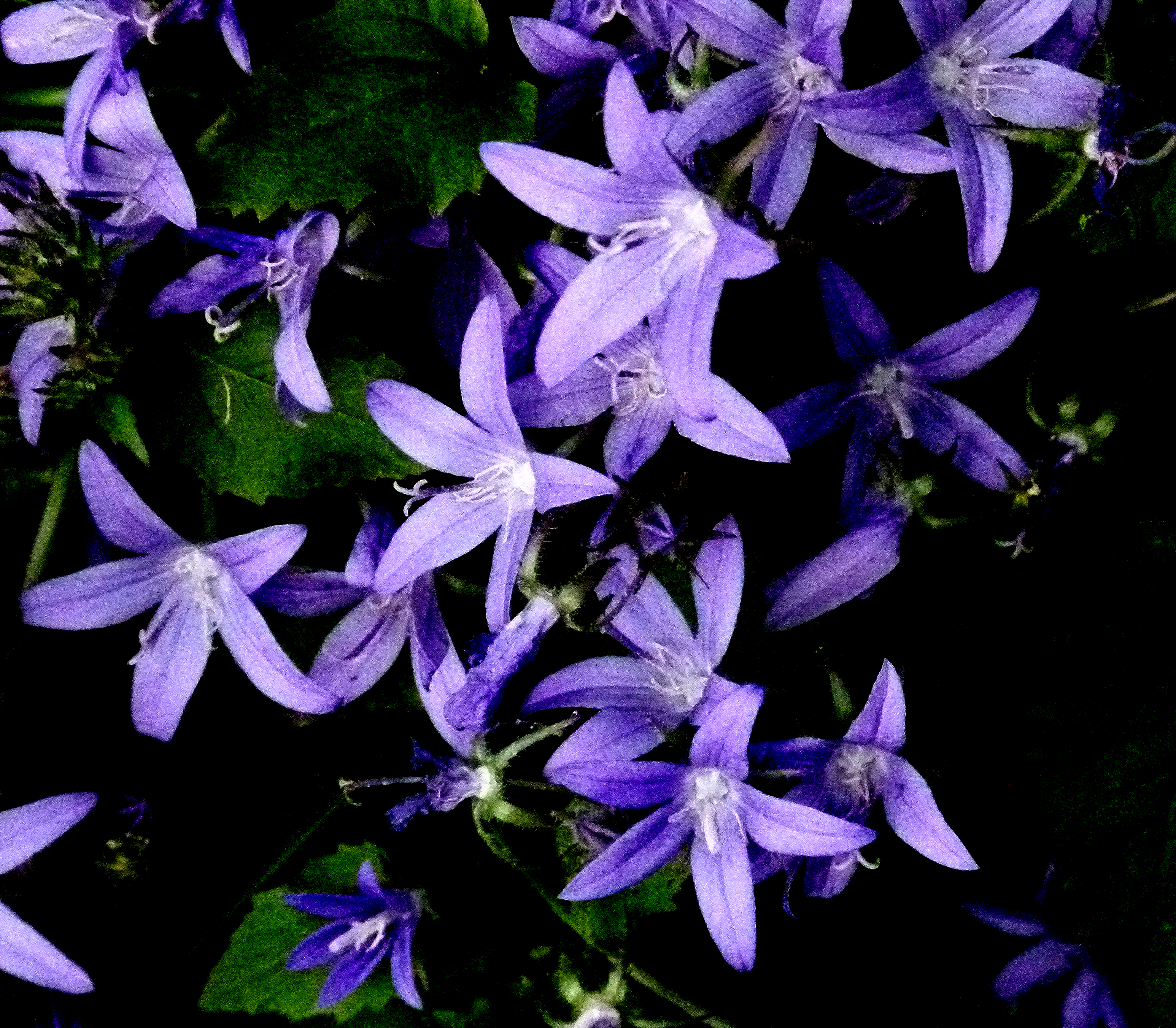
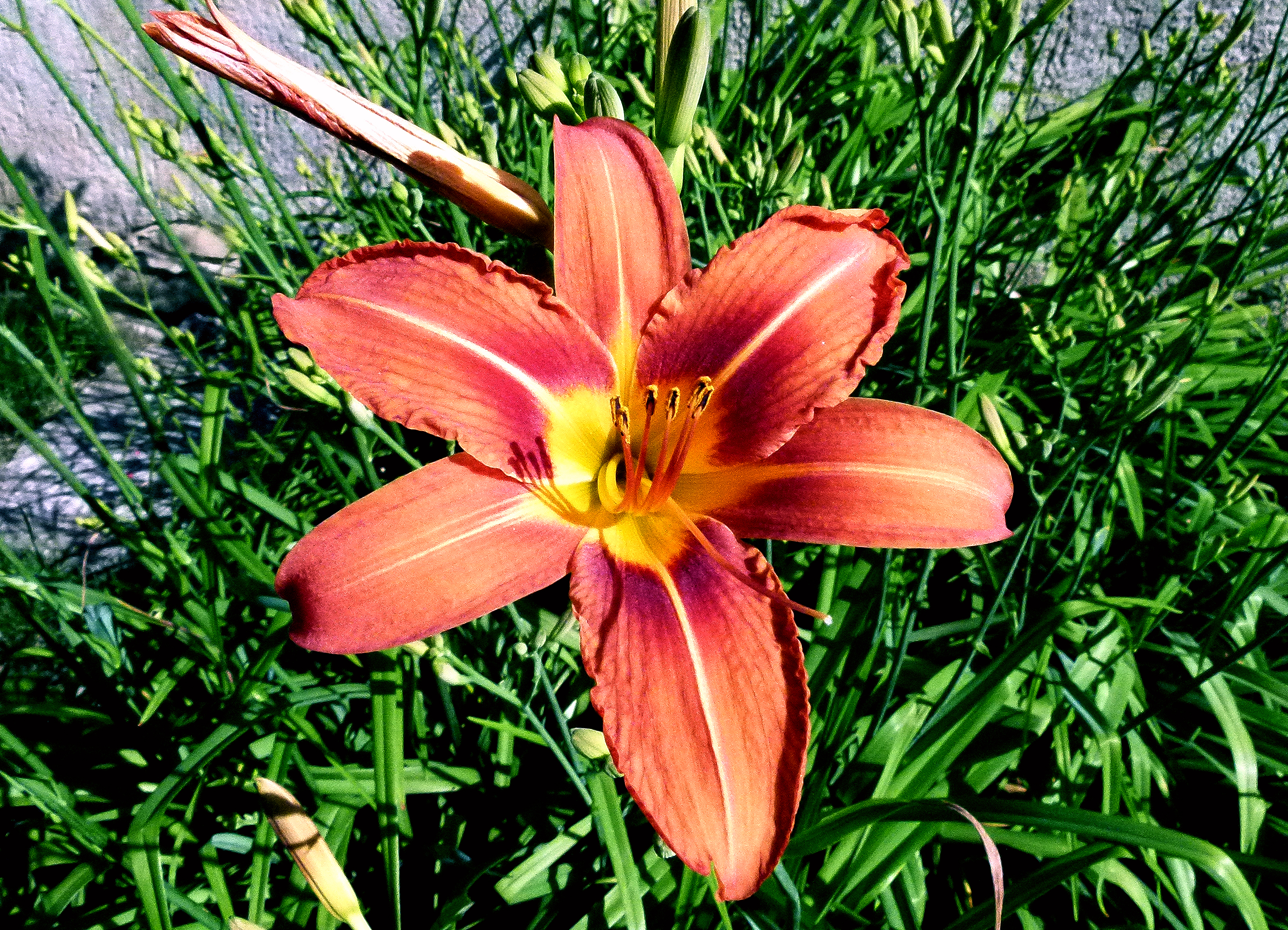
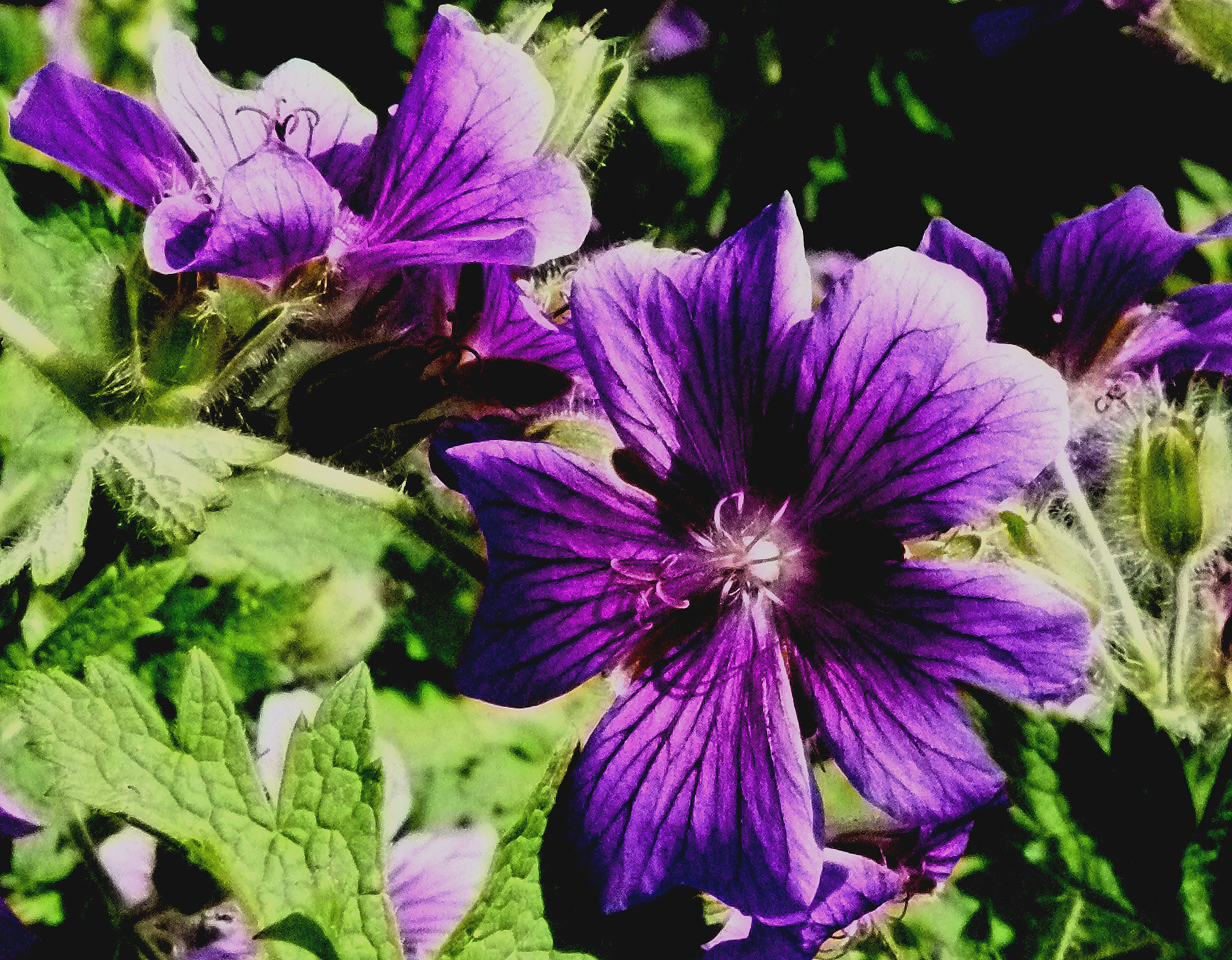

Virágok, lágyszárúak

## Látogatása
Két bejárat várja a látogatókat;
- a város felől a tó melletti, Damjanich utcai;
- valamint az északi oldalon parkolóval — ez főleg az autóbusszal érkező csoportoknak előnyös.

Az északi bejárattól kétszáz éves kislevelű hársfasor indul. A filagória (kerti pavilon) műemlékként védett. Az ajánlott útvonalon mintegy száz különleges fát ismerhetünk meg, egyebek közt:
- a 170 éves jurányi hársat és
- a gumiszerű kérgéről nevezetes amúrmenti parásfát.

Különleges látványt nyújtanak a Cuha-patak kő- és fahídjai, lépcsős vízesése és természetes mederszakaszai. A tó környékének festői képét sziklakerti növények, cserjék és lágyszárúak betelepítésével alakították ki.
A bejáratoknál kiadványokat, ajándéktárgyakat és díszcserjéket árulnak. Az előzetesen bejelentkező, legfeljebb 25 fős csoportok külön díjért szakvezetést kérhetnek. A Balaton-felvidéki Nemzeti Park Igazgatóság május elején minden évben itt ünnepli meg a Madarak és fák napját.
Nyitva:
- március 15. – április 30.: 9:00 – 17:00
- május 1. – augusztus 31.: 9:00 – 19:00
- szeptember 1. – november 18.: 9:00 – 17:00

Belépődíjak 2018-ban:
- felnőtt: 800,-Ft diák: 600,-Ft  nyugdíjas: 600,-Ft  családi jegy: 2 felnőtt, 2 gyerek: 2400,-Ft
- szakvezetés: 1–1,5 óra, max. 25 főnek: 8000,-Ft /csoport.

Kutyát bevinni tilos.

## Képgaléria

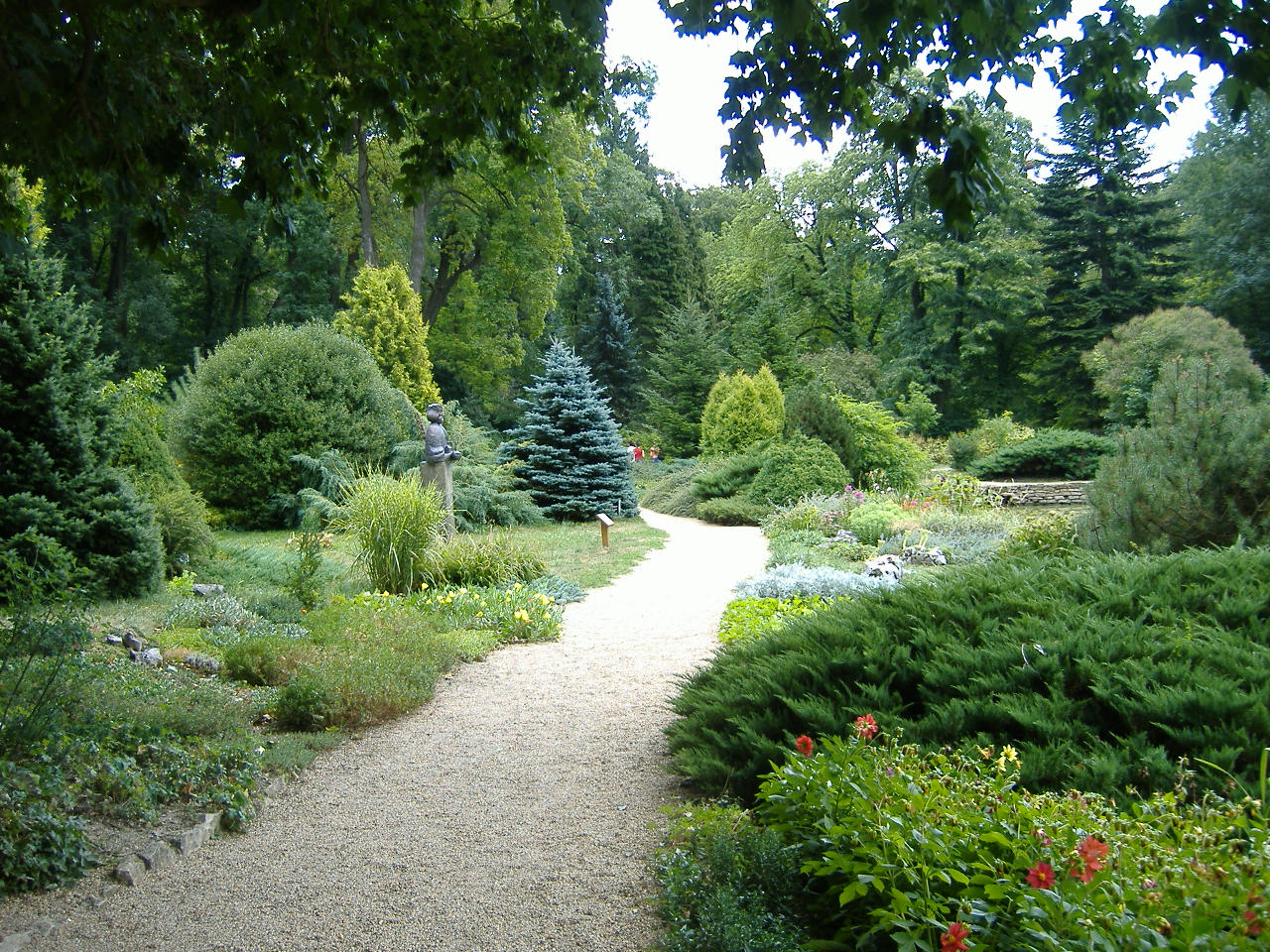
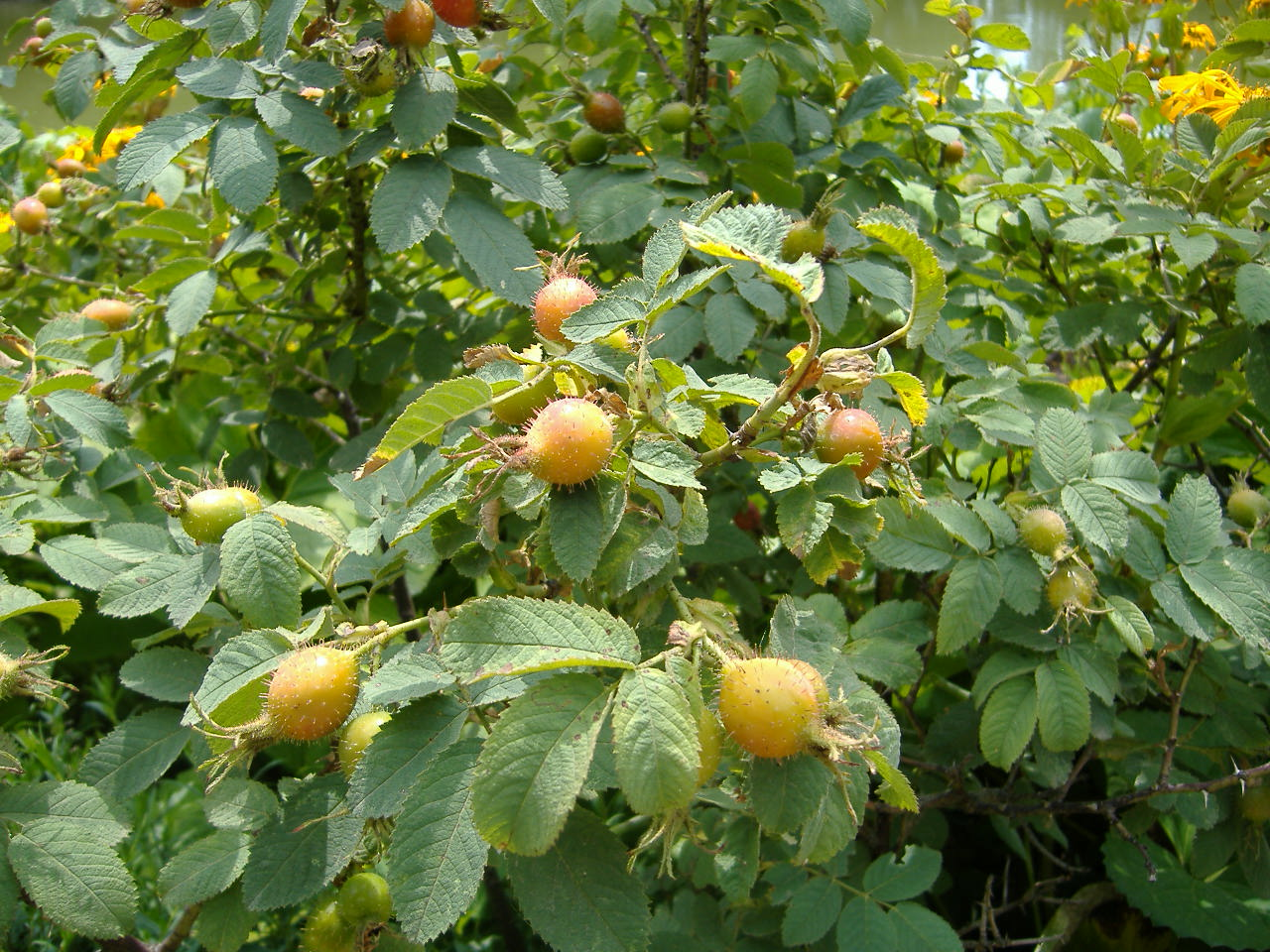
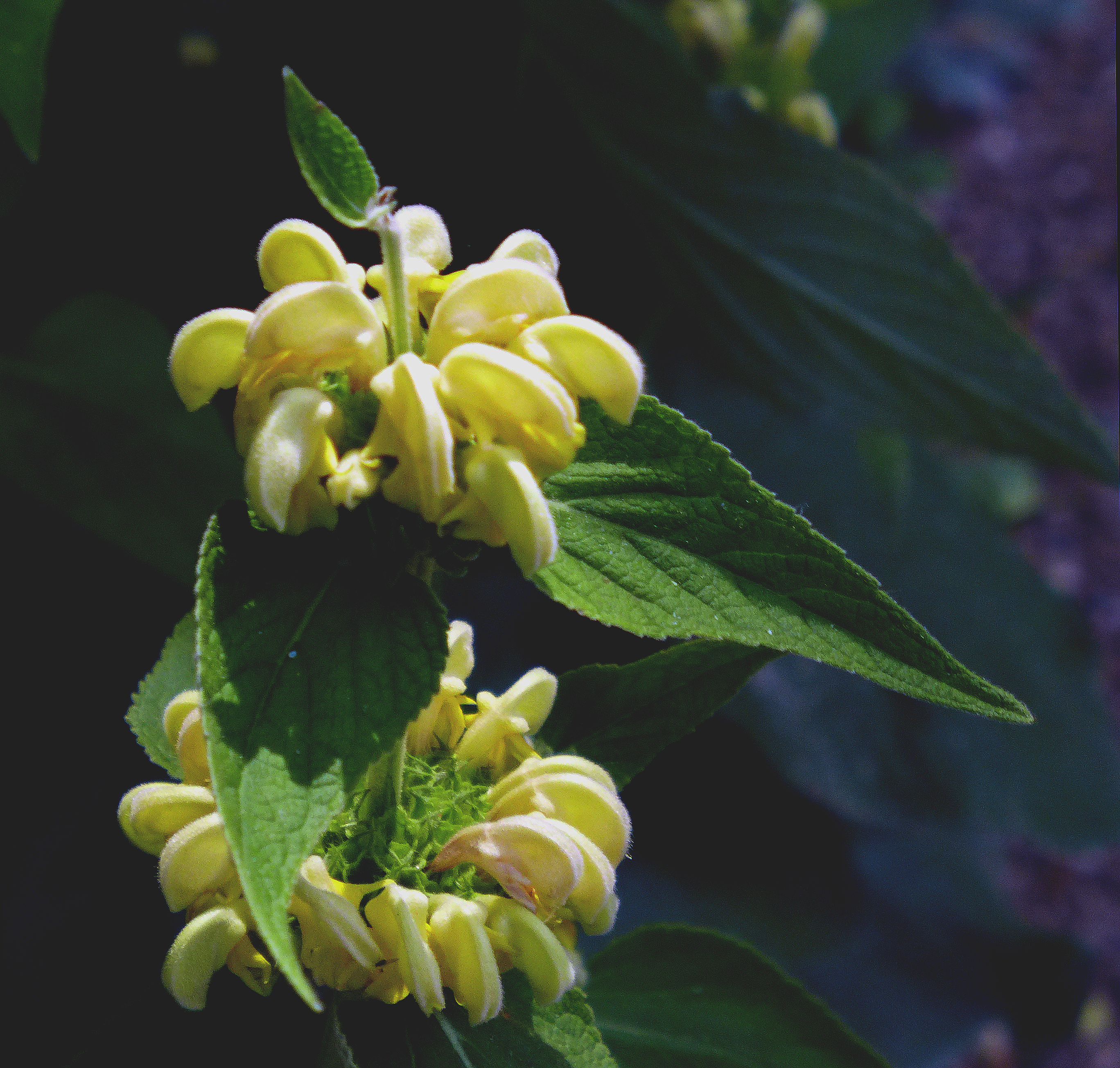
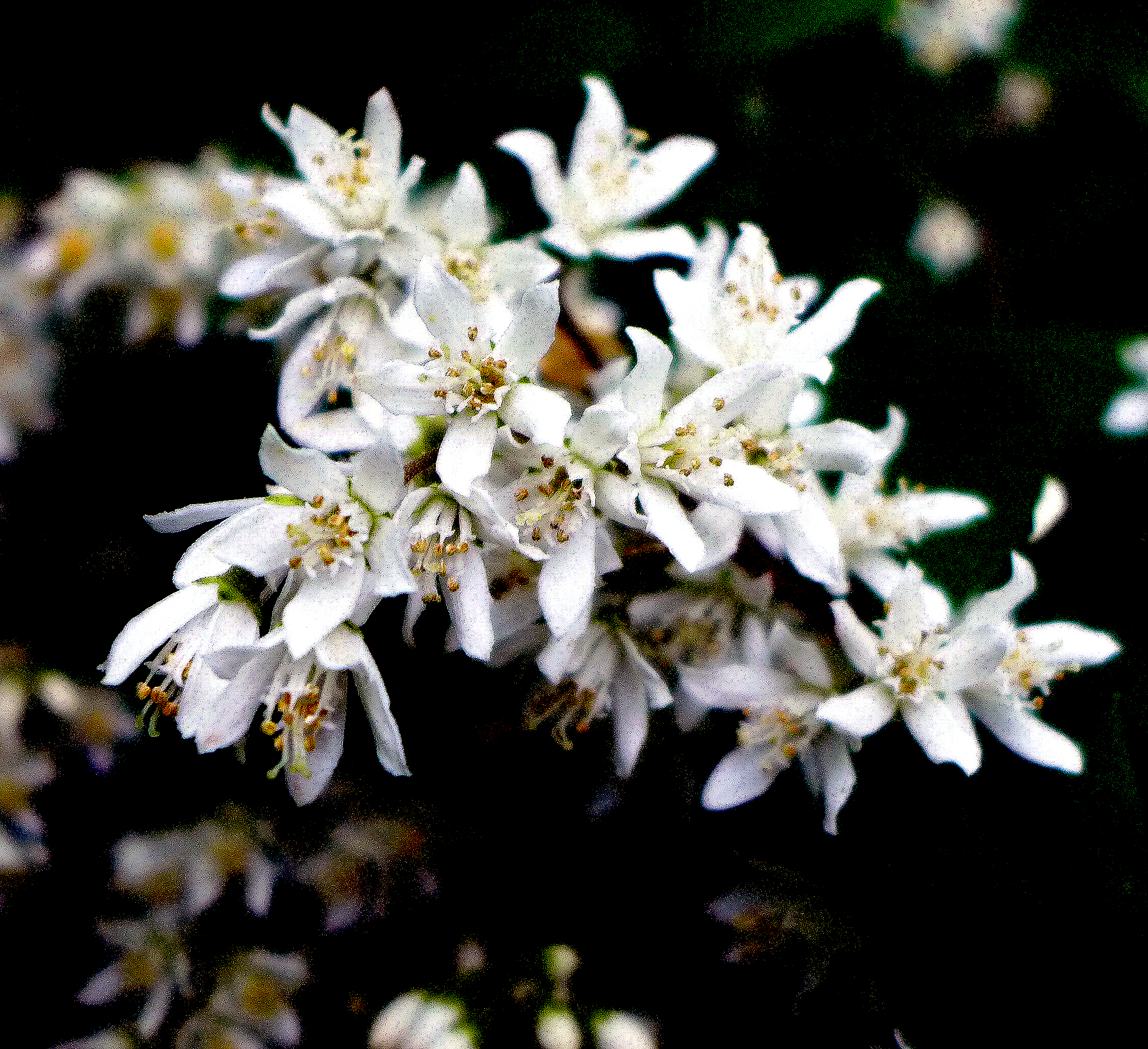
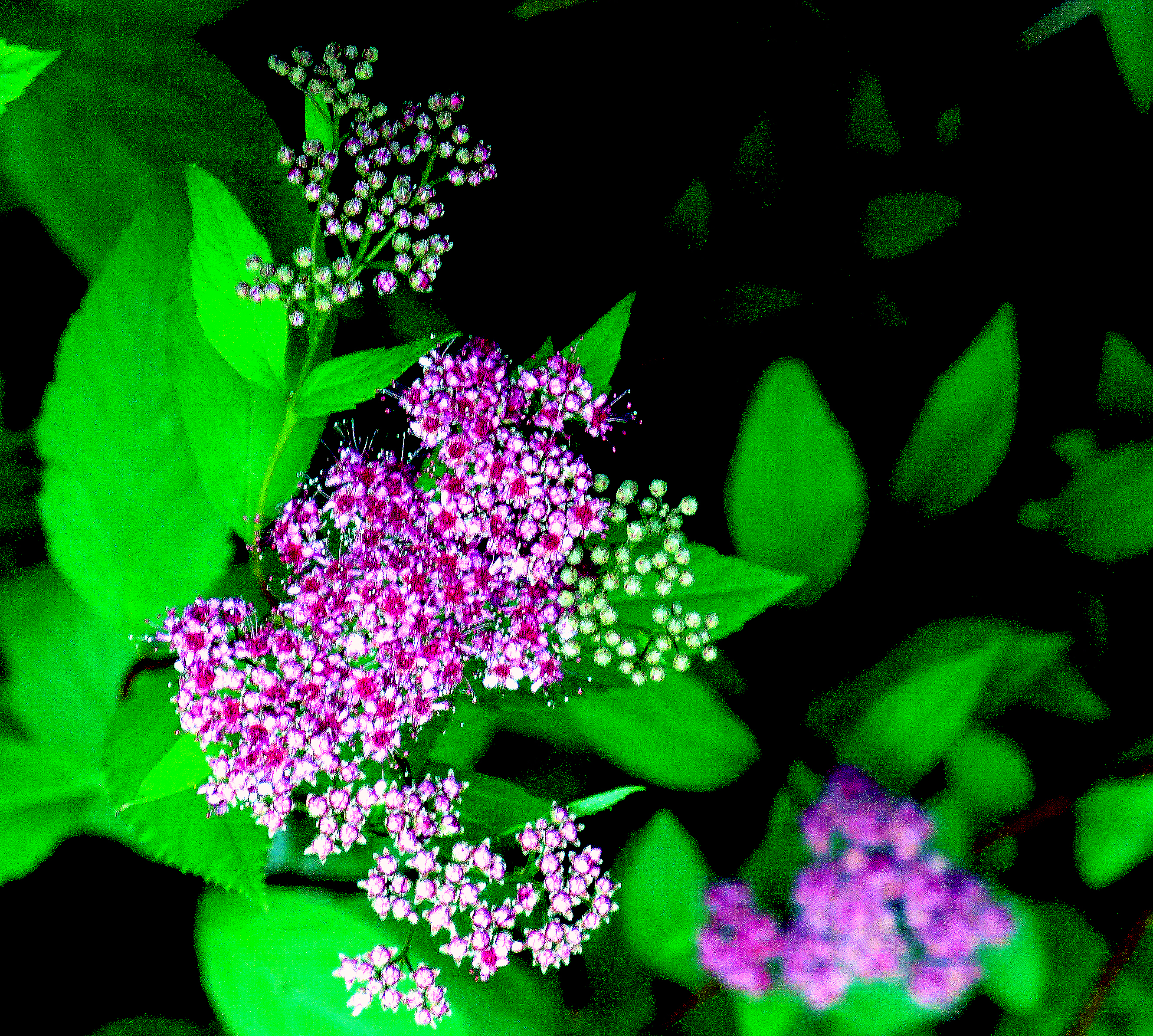
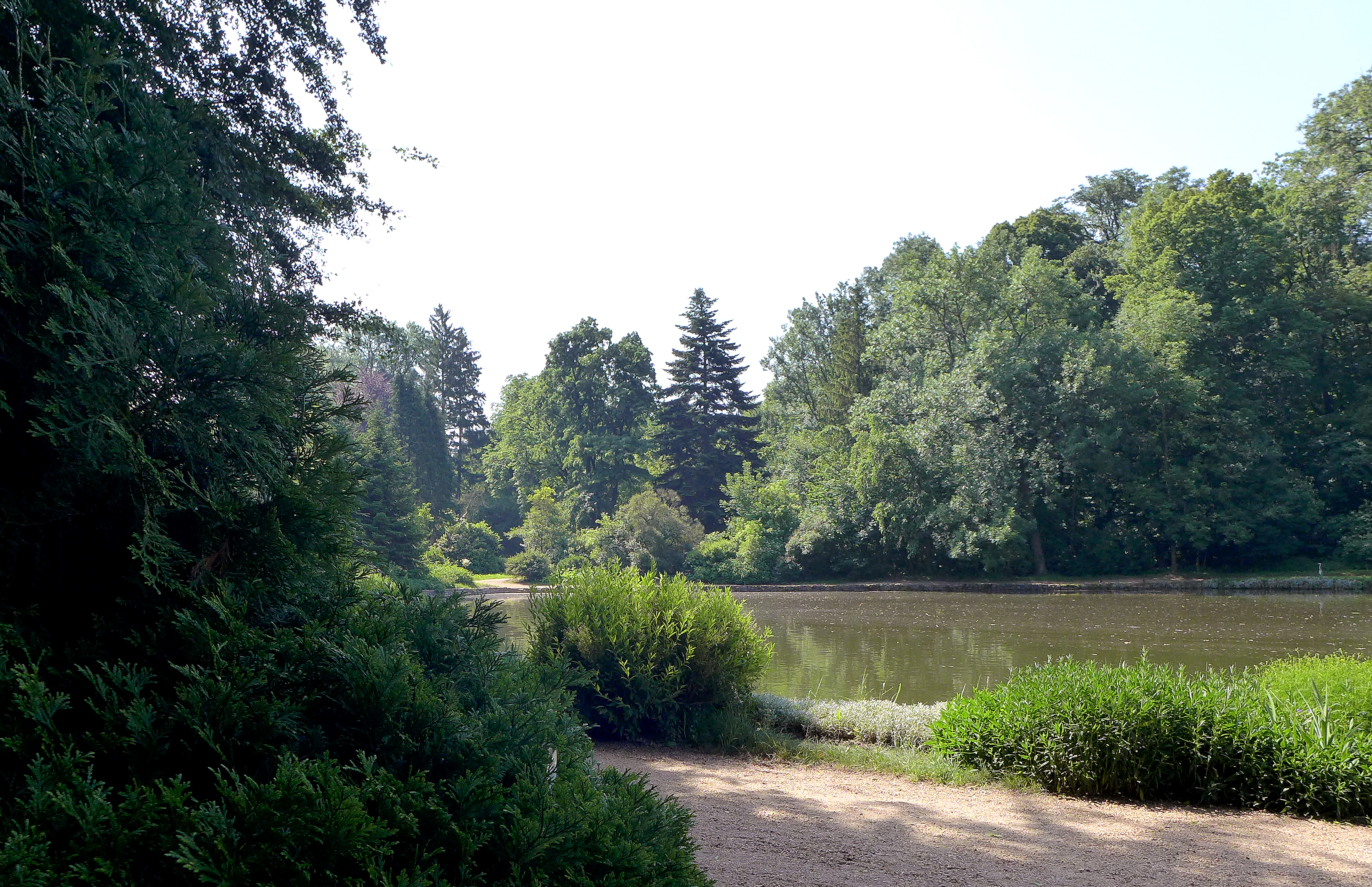